# Stock Ticker
Le Stock Ticker est un perfectionnement du télégraphe électromécanique inventé en 1867 aux États-Unis, qui a permis de transmettre automatiquement une grande quantité de cours de bourse à distance, la machine les imprimant sur une étroite bande de papier spécialement créée à cet effet.

## Histoire

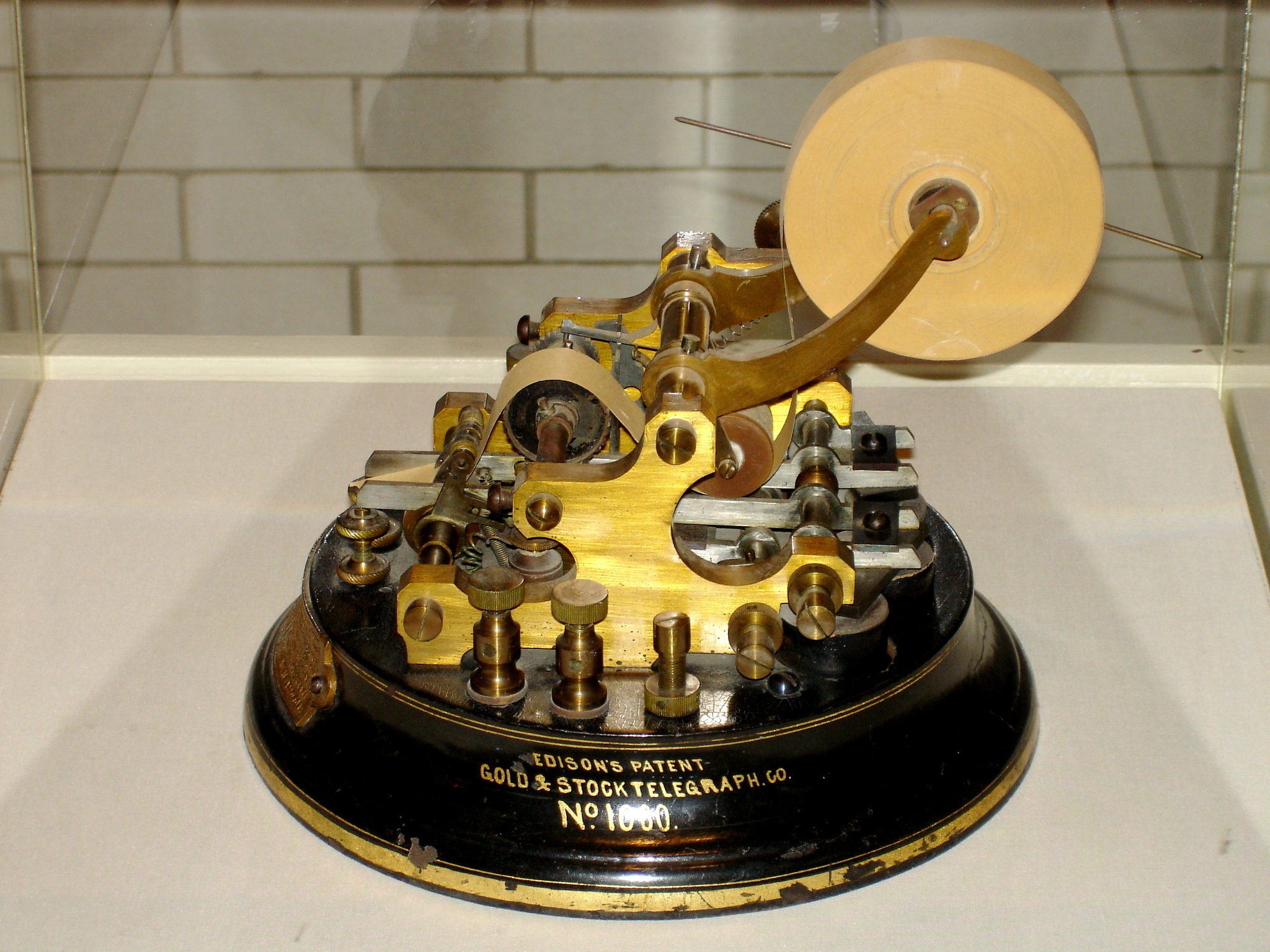
Télégraphe Stock Ticker d'Edison, (1869), Henry Ford Museum, Dearborn, Michigan

Edward Calahan a inventé le Stock Ticker en 1867 pour la Gold and Stock Telegraph Company à New York, tandis que Thomas Edison l'a amélioré tout d'abord en 1869, puis en 1871 pour créer l'Universal Stock Printer pour transmettre la cotation des actions et de l'or. 
En 1867, Thomas Edison, a 20 ans, et travaille de nuit sur le télégraphe de l'Associated Press dans le Kentucky. Il y réalise sa première invention, le Stock Ticker, une machine imprimant des cours de Bourse à distance, perfectionnée la même année par Calahan, qui imprime sur des bandes de papier de 1,9 centimètre de large, avec un son ressemblant au mot « tick » d'où le nom de « Symbole Ticker » donné au code abrégé des actions. Calahan fonde la Gold and Stock Ticker Company, qui loue la machine pour six dollars par semaine, utilisée à partir de 1872  à Londres, où le pic de télégrammes quotidiens passe de 2 884 à 28 142 en trente ans, tandis que le nombre de liaisons directes avec des Bourses provinciales sextuple. La proportion de sociétés de chemin de fer écossaises cotées à Londres comme à Glasgow passe de 22 % à 62 %. 
Aux États-Unis, le succès du Stock Ticker a entrainé la fusion du New York Stock Exchange avec son rival, l'Open Board en 1869,, puis l'apparition de la méthode de vente aux enchères continue en 1871, pour les actions sur le NYSE, quatre ans après son invention. Avant, il n'était possible d'acheter que lors de deux Fixing quotidiens. Les deux méthodes de cotation ont cependant continué à cohabiter pendant une dizaine d'années. Dans les années 1880, la concurrence entre le New York Stock Exchange et le Consolidated Stock Exchange  après 1886 a poussé le premier a racheter les droits sur le Stock Ticker pour les fabriquer exclusivement à usage de ses membres fidèles.

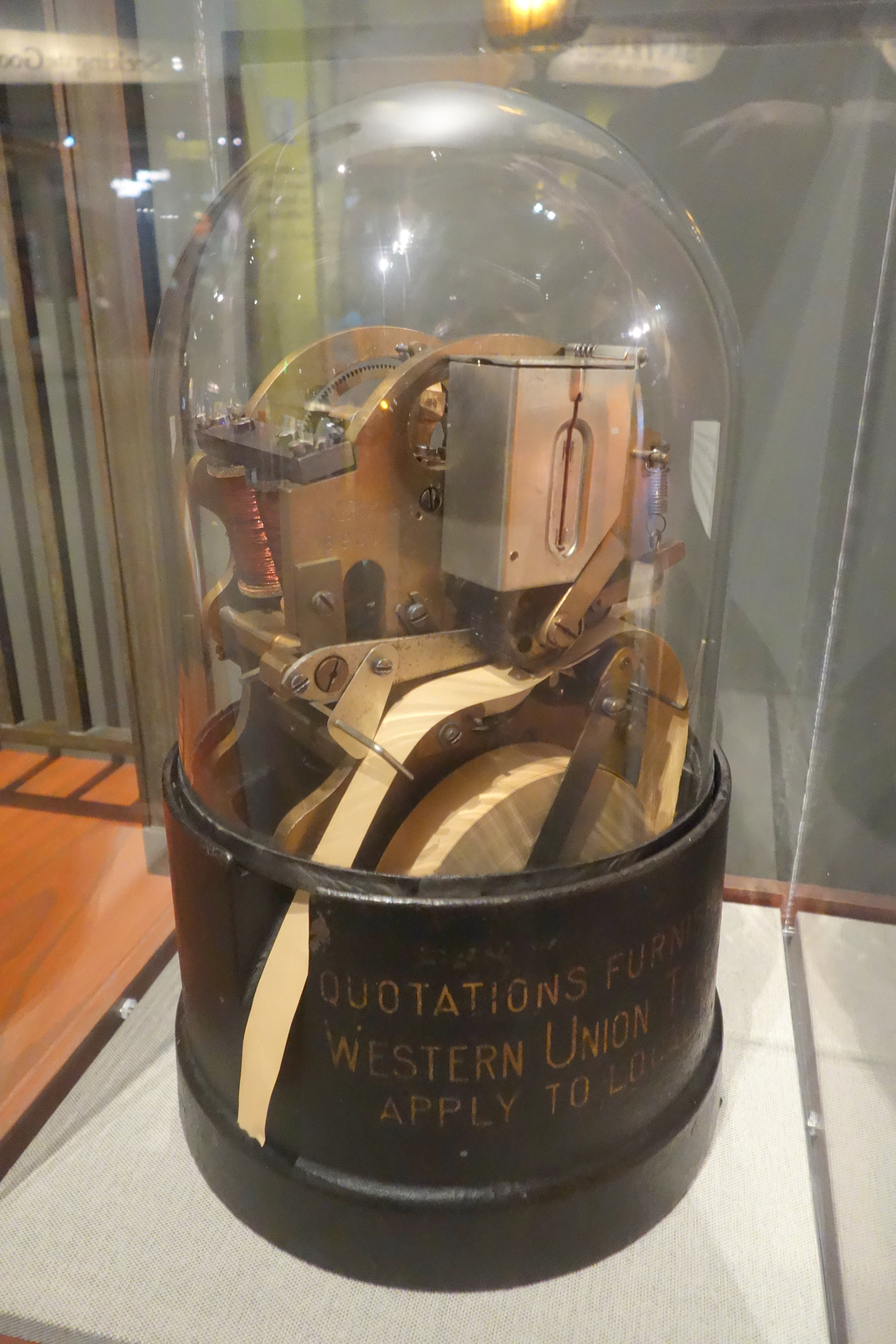
Télégraphe Stock Ticker de la Western Union, Oakland Museum of California, Oakland, Californie

Le téléscripteur sera inventé plus tard, pour la réception de messages par signaux électriques, via une ligne filaire, avec son dérivé, le télétype, marque déposée en 1925 par Édouard Belin et qui servira d'unique périphérique d'entrée-sortie aux premiers ordinateurs, dépourvus d'écran. Également dans les années 1920, la Western Union a entrepris de développer le Teleregister, entré au service en 1929 à New York, entièrement automatisé, qui profite d'un cycle de renouvellement, après le krach boursier d'octobre 1929, quand les machines échouent à taper assez vite les cours. La Western Union avance à sa filiale 3,6 millions de dollars de 1929 à 1932. En 1931, 17 opérateurs de 8623 Stock Ticker et 928 "Bond Tickers" distribuent les cours dans 43 états américains et au Canada, avec des circuits dans 377 villes des États-Unis. Non seulement le nombre de Stock Tickers a décuplé en 40 ans, mais la productivité a presque quintuplé, selon une étude du ministère américain du travail.
Évolution entre 1890 et 1930:
| Année | Nombre de tickers | Nombre d'opérateurs des tickers | Nombre d'employés des tickers | Indice de productivité des opérateurs et employés |
| 1890  | 395               | 8                               | 12                            | 100                                               |
| 1930  | 3812              | 17                              | 57                            | 459                                               |

En 1931, 17 opérateurs de 8623 stock tickers et 928 bond tickers distribuent les cours dans 43 États américains et au Canada, avec des circuits dans 377 villes. La productivité a particulièrement augmenté pour les employés depuis dix ans.
Évolution entre 1920 et 1930:
| Année | Indice de productivité des opérateurs | Indice de productivité des employés |
| 1920  | 100                                   | 100                                 |
| 1930  | 145                                   | 311                                 |

En 1931, la tabulation électromécanique de données du Teleregister, installé par la Western Union chez 200 clients, jusqu'à Chicago, et centralisé à New-York, permet la mémorisation et l'archivage des données boursières. D'énormes tableaux électromécaniques, reliés entre eux, répertorient les cours sur toutes les Bourses de commerce et de valeurs.

## Le dispositif de synchronisation Unisson
Quatre ans après l'introduction du Stock Ticker de Calahan en 1867, Henry Van Hoevenbergh invente un dispositif capital permettant la synchronisation (à l'unisson) sur un réseau en étoile, de tous les tickers connectés à un émetteur central. Ce système est essentiel pour la transmission rapide et simultanée de la même cotation boursière à tous les intervenants sur le New York Stock Exchange. Le premier dispositif, peu fiable, est testé sur le télégraphe concurrent « Laws Stock Printer ».
Thomas Edison améliore de manière significative le dispositif, au printemps 1871, et reçoit un brevet (US Patent N°126 533 du 7 mai 1872) pour son dispositif de synchronisation « Screw-thread Unison » (filetage unisson). Celui-ci est constitué principalement d'un levier se déplaçant librement sur une vis sans fin, actionnée par l'arbre d'impression, jusqu'à ce qu'il rencontre une butée à l'extrémité, bloquant ainsi l'arbre et laissant les roues d'impression au niveau du point zéro jusqu'à leur libération par le levier d'impression. C'est l'opérateur chargé de la transmission qui envoie les impulsions électriques nécessaires à la synchronisation de l'ensemble des machines. Tous les téléscripteurs électromécaniques intégreront ensuite ce dispositif de synchronisation. 
Par la suite, Thomas Edison conçoit un émetteur permettant l'utilisation d'un clavier de machine à écrire connecté au télégraphe. Celui-ci a été utilisé au NYSE pendant plusieurs années avant d'être remplacé, mais il a continué à être utilisé jusqu'aux années 60 pour de nombreuses autres applications, y compris la transmission des résultats sportifs.